# Julien Clémence
Julien Clémence (11 de noviembre de 2001) es un deportista suizo que compite en escalada. En los Juegos Europeos de Cracovia 2023 consiguió una medalla de bronce en la prueba de bloques.

## Palmarés internacional
| Juegos Europeos | Juegos Europeos  | Juegos Europeos   | Juegos Europeos |
| Año             | Lugar            | Medalla           | Prueba          |
| --------------- | ---------------- | ----------------- | --------------- |
| 2023            | Tarnów (Polonia) | Medalla de bronce | Bloques         |